# Förstakammarvalet i Sverige 1966
Förstakammarvalet i Sverige 1966 var ett val i Sverige till Sveriges riksdags första kammare. Valet hölls i den sjätte valkretsgruppen i september månad 1966.
Tre valkretsar utgjorde den sjätte valkretsgruppen: Kronobergs och Hallands läns valkrets, Göteborgs stads valkrets och Örebro läns valkrets. Ledamöterna utsågs av valmän från det landsting som valkretsarna motsvarade. För de städer som inte ingick i landsting var valmännen stadsfullmäktige. Ordinarie val till den sjätte valkretsgruppen hade senast ägt rum 1958.
De valda ledamöterna valdes på ett åttaårigt mandat, till och med 31 december 1974. I praktiken utlöpte samtliga mandat i första kammaren den 31 december 1970, då enkammarriksdagen infördes från och med den 1 januari 1971. Val till den nya enkammarriksdagen hölls i september 1970.

## Valmän
| Landsting/ stadsfullmäktige | H     | C     | F    | S    | SKP | Totalt |
| --------------------------- | ----- | ----- | ---- | ---- | --- | ------ |
| Landsting/ stadsfullmäktige |       |       |      |      |     | Totalt |
| Kronoberg                   | 8     | 10    | 4    | 18   | 0   | 40     |
| Halland                     | 7     | 12    | 5    | 17   | 0   | 41     |
| Göteborg                    | 9     | 0     | 18   | 28   | 5   | 60     |
| Örebro                      | 6     | 8     | 11   | 36   | 0   | 61     |
| Totalt                      | 30    | 30    | 38   | 99   | 5   | 202    |
| %                           | 14,85 | 14,85 | 18,8 | 49,0 | 2,5 | 100,0  |

## Mandatfördelning
Den nya mandatfördelningen som gällde vid riksdagen 1967 innebar att Socialdemokraterna behöll egen majoritet. 
| Parti  | Parti                        | FK 1966 | 6:e valkretsgruppen | 6:e valkretsgruppen | 6:e valkretsgruppen | FK 1967 |
| Parti  | Parti                        | FK 1966 | Innan               | Efter               | Ändring             | FK 1967 |
| ------ | ---------------------------- | ------- | ------------------- | ------------------- | ------------------- | ------- |
|        | Socialdemokraterna           | 79      | 9                   | 10                  | ▲1                  | 80      |
|        | Högerpartiet                 | 26      | 2                   | 2                   | ▬                   | 26      |
|        | Folkpartiet                  | 26      | 6                   | 5                   | ▼1                  | 25      |
|        | Centerpartiet                | 18      | 2                   | 3                   | ▲1                  | 19      |
|        | Sveriges kommunistiska parti | 2       | 1                   | 0                   | ▼1                  | 1       |
| Totalt | Totalt                       | 151     | 20                  | 20                  | ▬                   | 151     |

## Invalda riksdagsledamöter
Kronobergs och Hallands läns valkrets: 
- Ebbe Ohlsson, h
- Axel Kristiansson, c
- Torsten Mattsson, c
- Erik Petersson, fp
- Eric Mossberger, s
- Fritz Persson, s
- Krister Wickman, s

Göteborgs stads valkrets:
- Paul Brundin, h
- Erik Boheman, fp
- Gudmund Ernulf, fp
- Ingrid Segerstedt Wiberg, fp
- Sven Aspling, s
- Kaj Björk, s
- Torsten Hansson, s
- Lisa Mattson, s

Örebro läns valkrets:
- Thorbjörn Fälldin, c
- Per Ahlmark, fp
- Åke Larsson, s
- Karl Pettersson, s
- Fridolf Wirmark, s